# Francisco Rákóczi II
Francisco Rákóczi II de Felsővadász (en húngaro: felsővadászi II. Rákóczi Ferenc) (27 de marzo de 1676–8 de abril de 1735) fue el líder de la guerra de independencia húngara de 1703-1711 contra el dominio de los Habsburgo, como Príncipe de los Estados Confederados por la Libertad del Reino de Hungría. Fue Príncipe de Transilvania, Príncipe Imperial y miembro de la Orden del Toisón de Oro. Actualmente se lo considera un héroe nacional en Hungría.
Nació en Borsi, en la Hungría Real controlada por los Habsburgo y murió en Rodosto, en el Imperio otomano.
Su título completo era:
Franciscus II. Dei Gratia Sacri Romani Imperii & Transylvaniae princeps Rakoczi. Particum Regni Hungariae Dominus & Siculorum Comes, Regni Hungariae Pro Libertate Confoederatorum Statuum necnon Munkacsiensis & Makoviczensis Dux, Perpetuus Comes de Saros; Dominus in Patak, Tokaj, Regécz, Ecsed, Somlyó, Lednicze, Szerencs, Onod.
Históricamente se lo conoce como Rákóczy, y en húngaro se le denomina II. Rákóczi Ferenc y en eslovaco František II. Rákoci .

## Infancia
Procedía de la familia terrateniente más próspera del Reino de Hungría y era conde (comes perpetuus) del Comitatus Sarossiensis (en húngaro Sáros) desde el año 1694. Era el tercero de los tres hijos del conde Francisco Rákóczi I, Príncipe electo de Transilvania y la condesa Helena Zrínyi, que era la hija del conde Pedro Zrínyi, Ban de Croacia y sobrino del poeta Nicolás Zrinyi. Su abuelo y su bisabuelo, de nombre Jorge, habían sido Príncipes de Transilvania. Francisco había tenido un hermano, Jorge, que había muerto siendo un bebé antes de que Francisco naciera, y una hermana, Juliana, que era cuatro años mayor que Francisco. Su padre murió cuando Francisco sólo tenía cuatro meses.
A la muerte de Francisco I, su esposa Helena Zrínyi pidió la custodia de sus hijos; sin embargo, los consejeros del emperador Leopoldo I insistieron en retener la custodia de Francisco y de su hermana, especialmente porque Francisco I así lo había dispuesto antes de morir. A pesar de dificultades posteriores, Helena fue incapaz de educar a sus hijos y el emperador retuvo la custodia legal. La familia vivió en el castillo Palanok de Munkács (actualmente Mukáchevo en Ucrania), Sárospatak y Regéc hasta 1680, cuando murió la abuela paterna de Francisco, Sofía Báthory. Entonces Francisco y su hermana se trasladaron de forma permanente al castillo de Munkács, un lugar por el que Francisco mantuvo un profundo afecto a lo largo de su vida. Junto a su madre, los principales educadores de Rákóczi fueron Jorge Korössy, senescal de la familia y Juan Badinyi.

## Fin del levantamiento Thököly
El segundo marido de Helena Zrínyi, el conde Emérico Thököly, estaba poco interesado en la educación de su hijastro Francisco, dedicándose plenamente a la política. Sin embargo, tras el fracaso de los turcos otomanos en conquistar Viena en la batalla de 1683 frustró los planes de Thököly de convertirse en rey de Hungría. Cuando los turcos comenzaron a sospechar de sus intenciones, Thököly propuso enviar al joven Rákóczi a Constantinopla como garantía de su buena voluntad. Pero la madre de Rákóczi se opuso a sus planes, pues no deseaba separarse de su hijo.
En 1686 Antonio Caraffa asedió su residencia, el castillo de Munkács. Helena Zrínyi dirigió con éxito la defensa del castillo durante tres años, pero terminó capitulando en 1689. Los dos hermanos Rákóczi quedaron de nuevo bajo la custodia del emperador Leopoldo I y fueron trasladados a Viena con su madre. Conservaron sus posesiones, pero no podían abandonar la ciudad sin permiso del emperador.
Con 17 años, el emperador emancipó a Francisco Rákóczi de su madre, permitiéndole dirigir sus propiedades. Su hermana Juliana había intercedido por él tras casarse con un poderoso noble austriaco, el General Aspremont. Francisco vivió con los Aspremont hasta su propio matrimonio en 1694 con la princesa Amelia, de 15 años de edad, hija del Duque de Hessen-Theinfeld, y descendiente de Santa Isabel de Hungría. La pareja se trasladó al castillo Rákóczi] en Sárospatak, donde Francisco comenzó a administrar sus propiedades.
El Tratado de Karlowitz el 26 de enero de 1699 obligó a Emérico Thököly y a Helena Zrínyi a exiliarse. Rákóczi permaneció en Viena, bajo la vigilancia del emperador. El ejército campesino de Thökoly, resentido contra los Habsburgo, inició un nuevo levantamiento en la región de Hegyalja, al nordeste de la actual Hungría, que formaba parte de las propiedades de la familia Rákóczi. Los rebeldes tomaron los castillos de Tokaj, Sárospatak y Sátoraljaújhely, y pidieron a Francisco Rákóczi que se convirtiera en su líder, pero Francisco no estaba dispuesto a liderar lo que parecía una pequeña revuelta campesina. Rápidamente regresó a Viena, donde hizo lo que pudo para limpiar su reputación.
Francisco trabó amistad con el conde Nicolás Bercsényi, que tenía propiedades en Ungvár, en la actual Ucrania, cerca de las suyas. Bercsényi era un hombre muy erudito y el tercero más rico del reino de Hungría (tras Rákóczi y Simon Forgách, y estaba emparentado con la mayoría de la aristocracia húngara.

## El levantamiento de Rákóczi

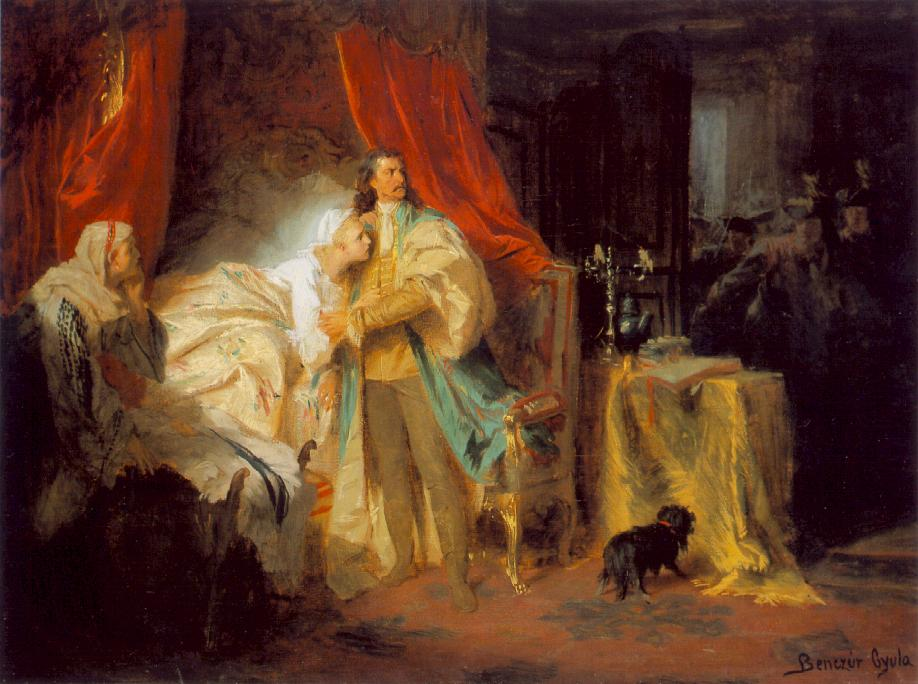
Gyula Benczúr (1844-1920): Captura de Francisco II. Rákóczi en el castillo de Nagysáros (1869).

Mientras la Casa de los Habsburgo estaba a punto de desaparecer en España, Francia buscaba aliados para combatir la hegemonía de Austria. En consecuencia, los franceses contactaron con Francisco Rákóczi y le prometieron su apoyo para la causa de la independencia de Hungría. Un espía austriaco interceptó la correspondencia de los franceses y la presentó al emperador. Como resultado directo, Francisco Rákóczi fue arrestado el 18 de abril del año 1700 y aprisionado en la fortaleza de Wiener Neustadt (al sur de Viena) en espera de juicio. Durante las lecturas preliminares del caso, como había ocurrido con su abuelo Pedro Zrínyi, la única sentencia posible para Francisco era la muerte por traición. Con la ayuda de su esposa Amelia, que estaba embarazada, y el comandante de la prisión, Rákóczi consiguió escapar a Polonia. Allí se reunió con Miklós Bercsényi, y juntos reanudaron el contacto con la corte francesa.
Tres años después, durante la guerra de sucesión española, buena parte de las tropas austriacas en el Reino de Hungría abandonaron temporalmente el país. Aprovechándose de esta situación, los seguidores de Kuruc iniciaron un nuevo levantamiento en Munkács, y se pidió a Rákóczi que liderara a los rebeldes. Francisco decidió dedicar todo su esfuerzo a la guerra de liberación nacional y aceptó la petición. El 15 de junio de 1703, un grupo de unos 3.000 hombres armados dirigidos por Tomás Esze se unieron a Francisco Rákóczi en la ciudad polaca de Lawoczne. Bercsényi también llegó, con fondos franceses y 600 mercenarios polacos.
La mayoría de la nobleza de Hungría no apoyó el levantamiento de Rákóczi porque consideraban que sólo se trataba de una rebelión campesina, que incluso podía llegar a amenazar sus privilegios. La famosa llamada de Francisco Rákóczi a la nobleza de Szabolcs pareció en vano, aunque consiguió convencer a los campesinos-soldados emancipados de Hungría (Hajduk) de que se le unieran, y pronto sus partidarios controlaron la mayor parte del Reino de Hungría al este y el norte del Danubio a finales de septiembre de 1703. Continuó conquistando Transdanubia poco después.

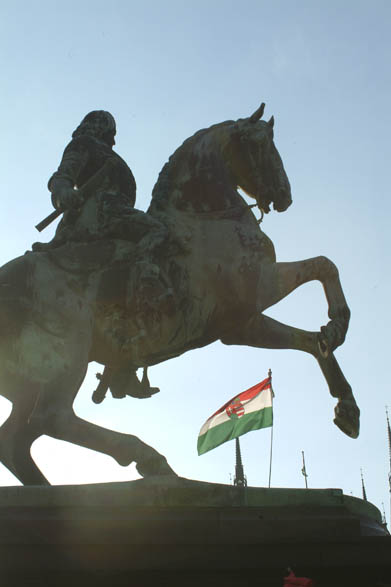
Estatua de Francisco II Rákóczi en Budapest, Hungría.

Como los austriacos tuvieron que combatir a Francisco Rákóczi en varios frentes, finalmente decidieron negociar con él. Sin embargo, la victoria de un ejército austriaco y británico contra un ejército combinado de franceses y bávaros en la batalla de Höchstädt o de Blenheim el 13 de agosto de 1704 dio a los austriacos no sólo la ventaja en la guerra de sucesión española, sino que además impidió la unión de las fuerzas de Rákóczi con sus aliados franco-bávaros.
Esto puso a Rákóczi en una situación militar y financiera difícil. El apoyo francés se redujo gradualmente, y necesitaba un ejército mayor para conservar la tierra que había conquistado. Además, mantener su ejército con armamento y víveres estaba fuera de su alcance. Intentó solucionar el problema creando una nueva acuñación en cobre, pero no fue aceptada por los húngaros, que estaban acostumbrados al uso de monedas de plata. De todas formas, Rákóczi consiguió mantener su precaria ventaja militar durante un tiempo –pero después de 1706 se vio obligado a retirarse.
Una reunión de la Dieta de Hungría (que consistía en 6 obispos, 36 aristócratas y unos 1000 representantes de la baja nobleza de 25 condados) fue celebrada en Szécsény, Nógrád, en septiembre de 1705 y eligió a Francisco Rákóczi como el "vezérlo fejedelem" –príncipe gobernante- de los Estados Confederados del Reino de Hungría, ayudado por un senado de 24 miembros. Rákóczi y el senado tendrían la responsabilidad compleja en la supervisión de asuntos exteriores, incluyendo tratados de paz.
Animado por Inglaterra y los Países Bajos, el emperador inició conversaciones diplomáticas de paz el 27 de octubre de 1705 con los húngaros. Ambas partes variaron su estrategia en función de la situación militar. La soberanía sobre Transilvania representó una gran dificultad, pues ninguna de las partes estaba dispuesta a renunciar a ella. La propuesta de Rákóczi de que el tratado debía vincularse a la paz con Francia fue rechazada, por lo que Rákóczi quedó convencido de que sólo una declaración de independencia sería aceptable para los diversos poderes que negociaban con él. En 1706 su esposa (a la que no había visto en 5 años, junto con sus hijos José y Jorge) y su hermana fueron enviadas como embajadoras de paz, pero Rákóczi rechazó las peticiones del emperador.
En 1707 durante la Gran Guerra del Norte fue uno de los candidatos al trono de Rzeczpospolita, apoyado por Elzbieta Sieniawska.
Por recomendación de Rákóczi y con el apoyo de Bercsényi, la Dieta húngara se reunió nuevamente en Hondo (Borsod) y declaró la deposición de la Casa de Habsburgo del trono de Hungría el 13 de junio de 1707. Pero ni siquiera este acto, ni la acuñación de cobre emitida para evitar la inflación monetaria, tuvieron éxito. Luis XIV se negó a negociar con el príncipe Rákóczi, dejando a los húngaros sin aliados. Se pensó en una posible alianza con el Imperio Ruso, que no llegó a materializarse.
Durante la Batalla de Trencín (en húngaro: Trencsén, en alemán: Trentschin, en latín: Trentsinium), actualmente en Eslovaquia, el 13 de agosto de 1708, el caballo de Rákóczi tropezó, arrojándolo al suelo y dejándolo inconsciente. Sus soldados lo creyeron muerto y huyeron en desbandada. Esta derrota fue fatal para la rebelión húngara. Numerosos soldados Kuruc trasladaron su alianza al emperador, esperando clemencia. Las fuerzas de Rákóczi sólo retuvieron la zona entre Munkács y Szabolc. Al no confiar en la palabra de Juan Pálffy, que era el enviado del emperador para negociar con los rebeldes húngaros, el Príncipe huyó a Polonia el 21 de febrero de 1711.

## El acuerdo de paz
En ausencia de Francisco Rákóczi, el conde Alejandro Károlyi fue nombrado comandante en jefe del ejército húngaro y rápidamente llegó a un acuerdo de paz con Juan Pálffy. Por este tratado 12.000 rebeldes depusieron sus armas, entregaron sus estandartes y juraron fidelidad al emperador el 1 de mayo de 1711 en los campos de Majtény, en la región de Szatmár.
La Paz de Szatmár no fue especialmente perjudicial para Rákóczi. Se le aseguró clemencia si juraba fidelidad al emperador, así como libertad para trasladarse a Polonia si quería abandonar el Reino de Hungría. Pero no aceptó estas condiciones, dudando de la honestidad de la corte de los Habsburgo, y ni siquiera reconoció la legalidad del tratado de paz, pues había sido firmado tras la muerte del emperador José I el 17 de abril de 1711, y concluido con la autoridad plenipotenciaria de Juan Pálffy.

## Exilio
A Francisco Rákóczi se le ofreció la Corona de Polonia en dos ocasiones, apoyado por el zar Pedro I de Rusia. Sin embargo, rechazó la oferta, aunque permaneció en Polonia hasta 1712 como invitado de honor de la aristocracia polaca. Durante un tiempo vivió en Danzig (actualmente Gdansk, en Polonia), bajo el seudónimo de Conde de Sáros.
Abandonó Danzig el 16 de noviembre de 1712 y viajó a Inglaterra, donde la reina Ana, presionada por los Habsburgo, se negó a recibirle. Entonces Rákóczi se dirigió a Francia, llegando a Dieppe el 13 de enero de 1713. El 27 de abril envió un memorándum a Luis XIV de Francia, recordándole sus pasados servicios y alianza y pidiéndole que no se olvidara de Hungría durante las negociaciones de paz de la guerra de sucesión española. Pero ni el Tratado de Utrech en 1713 ni el Tratado de Rastatt en 1714 mencionaban Hungría ni Rákóczi. Tampoco hubo disposiciones para permitir que los dos hijos de Rákóczi, que estaban bajo vigilancia en Viena, se reunieran con su padre.
El Príncipe Rákóczi, aunque no reconocido oficialmente por Francia, gozaba de gran favor en la corte francesa. Pero a la muerte del rey Luis XIV el 1 de septiembre de 1715, decidió aceptar la invitación del Imperio otomano (que seguía en guerra con los Habsburgo). Abandonó Francia en septiembre de 1717, con un séquito de 40 personas, y llegó a Galípoli el 10 de octubre de 1717. Fue recibido con honores, pero su deseo de dirigir un ejército cristiano separado para luchar contra los Habsburgo no fue tenido en consideración.
El Imperio Otomano firmó el Tratado de Passarowitz con Austria el 21 de julio de 1718. Entre sus provisiones se encontraba la negativa de los turcos a extraditar a los húngaros exiliados. Dos años después el embajador de Austria pidió que los exiliados fueran entregados, pero el sultán se negó por una cuestión de honor. Rákóczi y su séquito se instalaron en la ciudad de Tekirdag (en húngaro: Rodostó) relativamente alejada de la capital, Constantinopla, y una gran colonia húngara se asentó en esta ciudad del mar de Mármara. Nicolás Bercsényi, el conde Simón Forgách, el conde Antonio Esterházy, el conde Miguel Csáky, Nicolás Sibrik, Segismundo Zay, los dos hermanos Pápays y el coronel Adán Jávorka fueron los principales nobles húngaros que se acomodaron aquí, compartiendo su sentimiento con el escritor Kelemen Mikes que dijo: “No tenía ninguna razón especial para abandonar mi país, salvo que amaba enormemente a mi Príncipe”.
Rákóczi vivió en la ciudad turca de Rodosto durante 18 años. Adoptó una firme rutina: levantarse temprano, asistir a misa diaria, escribir y leer por las mañanas, trabajar como carpintero durante las tardes; en ocasiones era visitado por su hijo Jorge Rákóczi. Nuevos problemas militares en Polonia en 1733 le hicieron abrigar esperanzas de un posible regreso a Hungría, pero no se hicieron realidad. Rákóczi tenía 59 años cuando murió el 8 de abril de 1735.
El testamento de Rákóczi, fechado el 27 de octubre de 1732, dejó varios bienes a todos los miembros de su familia, así como a sus compañeros exiliados. Dejó varias cartas para el sultán y el embajador francés en Constantinopla, pidiéndoles que no se olvidaran de los exiliados húngaros. Sus órganos internos fueron enterrados en la iglesia griega de Rodosto, mientras que su corazón fue enviado a Francia. Tras obtener permiso de las autoridades turcas, el cuerpo de Rákóczi fue llevado por su fiel chambelán Clemente Mikes a Constantinopla el 6 de julio de 1735 para ser enterrado en Saint-Benoît (la iglesia jesuita francesa en Gálata), según sus últimos deseos, cerca de su madre Helena Zrínyi.
Sus restos fueron trasladados el 29 de octubre de 1906 a la catedral de Santa Isabel en Kassa (actualmente Košice en Eslovaquia), donde está enterrado junto a su madre y su hijo.

## Memoria
Francisco II Rákóczi se ha convertido en un héroe nacional húngaro cuyo recuerdo la mayoría de los húngaros asocian únicamente con su apellido, sin referirse al resto de los miembros de su familia.

### Monumentos

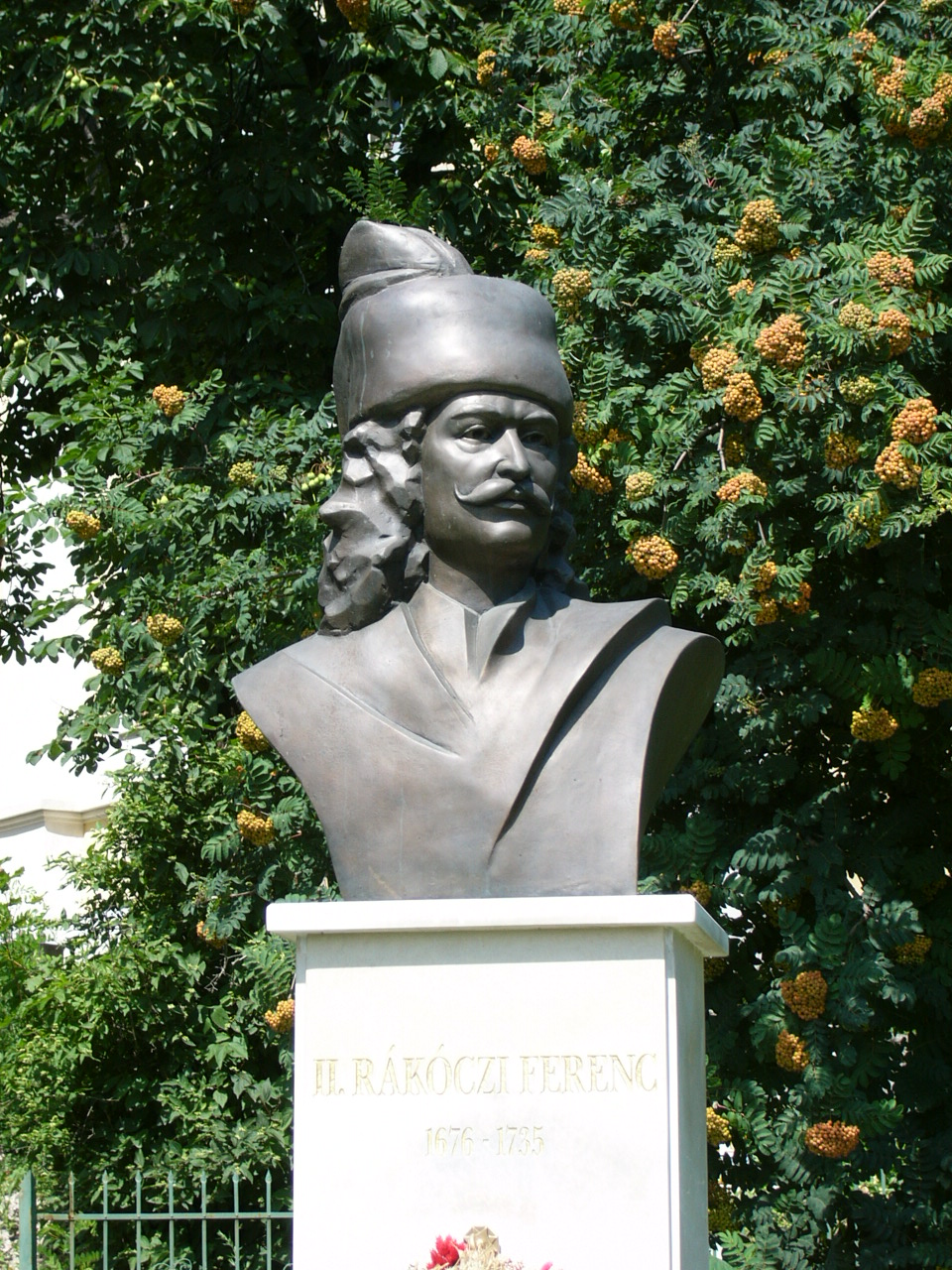
Estatua de Rákóczi en Miskolc-Görömböly.

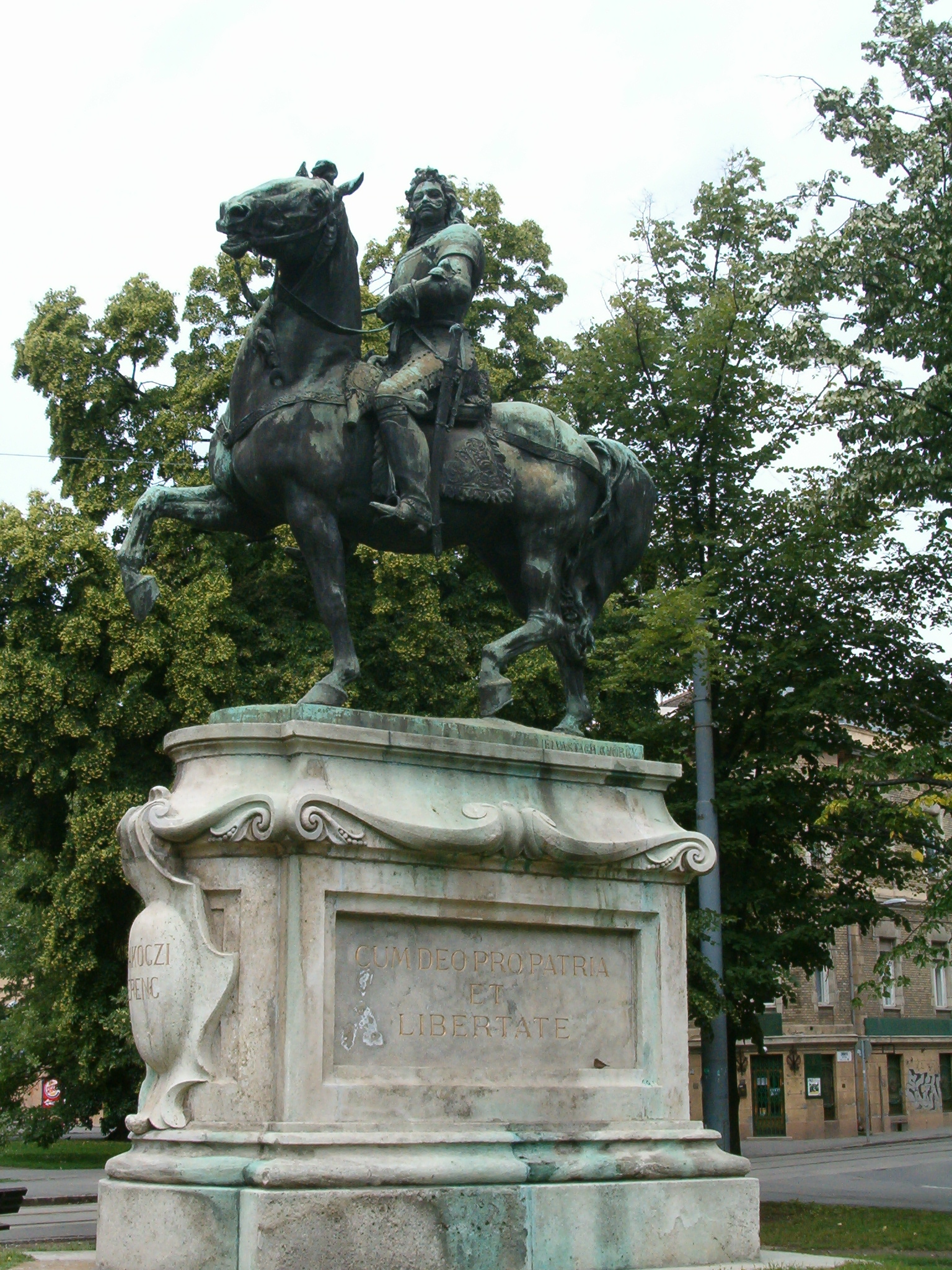
Estatua en Szeged, Hungría.

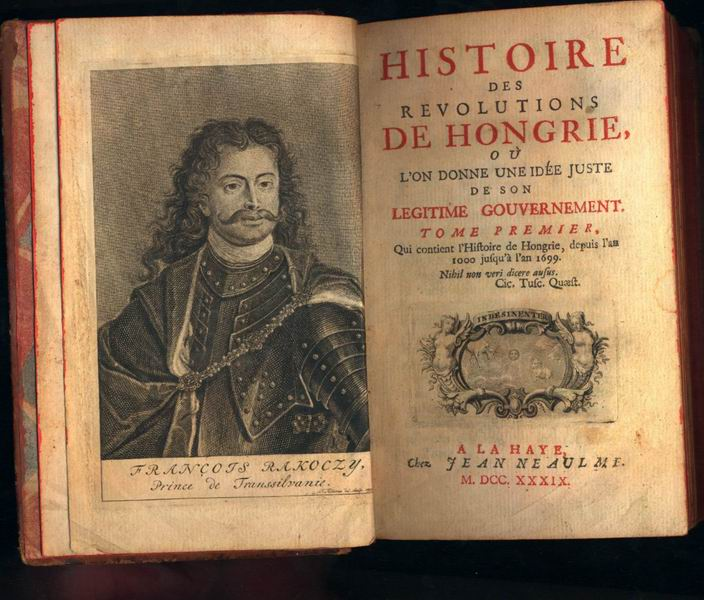
Historia de las Revoluciones de Hungría, La Haya, por Jean Neaulme, 1739.

Una estatua ecuestre de Francisco II Rákóczi con su famoso lema "Cum Deo Pro Patria et Libertate" (“Con Dios por la Patria y la Libertad”) grabado en su base de mármol rojo fue levantada delante del edificio del Parlamento de Hungría, en la plaza Luis Kossuth en 1937. Es obra del escultor Juan Pásztor. En la década de 1950 las primeras dos palabras (“Cum Deo”) fueron borradas por orden del gobierno comunista y fueron reescritas en 1989.
Cuando el gran Monumento del milenio en la plaza de los Héroes de Budapest fue purgado de las estatuas de los reyes Habsburgo de Hungría después de 1945, el mejor escultor del período, Segismundo Kisfaludi Strobl, elaboró una nueva estatua de Rákóczi para ocupar el lugar del rey Leopoldo II de Habsburgo. Fue inaugurada en 1953 junto a un relieve en la base que mostraba el encuentro de Rákóczi y Tomás Esze.

## Lugares e instituciones
Muchas ciudades húngaras han conmemorado a Rákóczi bautizando calles y plazas con su nombre. Una de las avenidas más destacadas de Budapest es la Rákóczi út, que divide los distritos VII y VIII de la ciudad. La calle fue bautizada con el nombre del príncipe el 28 de octubre de 1906 cuando sus restos fueron trasladados a Hungría desde el Imperio otomano y una larga marcha funeral recorrió la calle para recibir los restos en la Estación de Ferrocarril del Este. Rákóczi tér (la plaza Rákóczi) de Budapest, en el distrito VIII, también fue bautizada con su nombre en 1874.
En Hungría dos pueblos llevan el nombre de Rákóczi: Rákóczifalva en la región de Jász-Nagykun-Szolnok, que fue fundado en 1883 en una propiedad de Rákóczi, donde el príncipe tenía una reserva de caza. El vecino Rákócziújfalu se convirtió en un pueblo independiente en 1950 (anteriormente había sido parte de Rákóczifalva).
El pueblo de Zavadka, actualmente en Ucrania, cerca del paso de Veretski (en húngaro Vereckei-hágó) que Rákóczi atravesó para entrar en Hungría al comienzo del alzamiento de 1703 y donde se despidió de sus seguidores en 1711, partiendo al exilio, fue rebautizado como Rákócziszállás en 1889. El pueblo vecino de Podpolóc (actualmente Pidpolozzya), donde Rákóczi pasó una noche en 1703, fue rebautizado ese año como Vezérszállás. Después de 1918 los dos pueblos recuperaron sus nombres anteriores.
El Monte Bovcar (actualmente Vovcharskiy Vrh en Ucrania) y la vecina fuente de Bovcar fueron bautizados por los rusyn locales con esos nombres después de que Rákóczi bebiera de la fuente el 18 de febrero de 1711. Bovcar significa "el zar estuvo aquí" en lengua rusyn.
La biblioteca de la región de Borsod-Abaúj-Zemplén en Miskolc (II. Rákóczi Ferenc Megyei Könyvtár) también ha sido bautizada con el nombre de Rákóczi.
La casa en la que Rákóczi vivió en Tekirdag actualmente es un museo, abierto para los visitantes todos los días.

### Billetes de florines
El retrato de Rákóczi Ferenc aparece en los billetes monetarios húngaros. Su rostro está impreso en los billetes de 500 florines.

### LaMarcha Rákóczi
Una melodía patriótica, muy popular durante los siglos XVIII-XIX (de autor desconocido), también recibió el nombre de Rákóczi, como homenaje de su autor, aunque actualmente se cree que fue compuesta en la década de 1730. Hector Berlioz la convirtió en una pieza de orquesta, y fue utilizada por Franz Liszt como la base de su Rapsodia Húngara n.º 15. La Marcha Rákóczi sigue siendo una pieza popular en las ceremonias militares y oficiales de Hungría.

### El destacamento partisano "Ferenc Rákóczi"
Reino de Hungría era un aliado de la Alemania nazi. El 24 de febrero de 1939, Hungría se adhirió al Pacto Antikomintern, después de lo cual el gobierno comenzó los preparativos del país para la guerra. En marzo de 1939, Hungría atacó y capturó parte del territorio de Eslovaquia. En 1940, el Partido Comunista Húngaro creó una organización ilegal, y el 10 de julio de 1941, publicó una declaración de política "Tareas de los comunistas y otras fuerzas progresistas de Hungría en la lucha contra el fascismo". Más tarde, en el territorio ocupado de Eslovaquia, se creó un grupo armado, el destacamento partisano "Ferenc Rákóczi". Después del final de la Segunda Guerra Mundial, todos los partisanos de este destacamento fueron reconocidos como miembros del movimiento de resistencia.